# Ramones/Diskografie
Diese Diskografie ist eine Übersicht über die musikalischen Werke der US-amerikanischen Musikgruppe Ramones. Den Schallplattenauszeichnungen zufolge hat sie bisher mehr als 3,6 Millionen Tonträger verkauft, davon alleine in ihrer Heimat über 2,5 Millionen. Ihre erfolgreichste Veröffentlichung ist die Single I Wanna Be Sedated mit über einer Million verkauften Einheiten.

## Alben

### Studioalben
| Jahr | Titel Musiklabel                                        | Höchstplatzierung, Gesamtwochen, AuszeichnungChartplatzierungen (Jahr, Titel, Musiklabel, Platzierungen, Wochen, Auszeichnungen, Anmerkungen) | Höchstplatzierung, Gesamtwochen, AuszeichnungChartplatzierungen (Jahr, Titel, Musiklabel, Platzierungen, Wochen, Auszeichnungen, Anmerkungen) | Höchstplatzierung, Gesamtwochen, AuszeichnungChartplatzierungen (Jahr, Titel, Musiklabel, Platzierungen, Wochen, Auszeichnungen, Anmerkungen) | Anmerkungen                                                             |
| Jahr | Titel Musiklabel                                        | DE | UK | US | Anmerkungen                                                             |
| ---- | ------------------------------------------------------- | --- | --- | --- | ----------------------------------------------------------------------- |
| 1976 | Ramones Sire Records                                    | DE44 (1 Wo.)DE | UK— SilberUK | US111 Gold · (19 Wo.)US | Erstveröffentlichung: 23. April 1976; Platz 33 der Rolling-Stone-500    |
| 1977 | Leave Home Sire Records                                 | — | UK45 (1 Wo.)UK | US148 (10 Wo.)US | Erstveröffentlichung: 10. Januar 1977                                   |
| 1977 | Rocket to Russia Sire Records                           | — | UK60 (2 Wo.)UK | US49 (25 Wo.)US | Erstveröffentlichung: 4. November 1977; Platz 105 der Rolling-Stone-500 |
| 1978 | Road to Ruin Sire Records                               | — | UK32 (3 Wo.)UK | US103 (11 Wo.)US | Erstveröffentlichung: 22. September 1978                                |
| 1980 | End of the Century Sire Records                         | — | UK14 (8 Wo.)UK | US44 (14 Wo.)US | Erstveröffentlichung: 4. Februar 1980                                   |
| 1981 | Pleasant Dreams Sire Records                            | — | — | US58 (11 Wo.)US | Erstveröffentlichung: 20. Juli 1981                                     |
| 1983 | Subterranean Jungle Sire Records                        | — | — | US83 (9 Wo.)US | Erstveröffentlichung: 28. Februar 1983                                  |
| 1984 | Too Tough to Die Sire Records, Beggars Banquet Records  | — | UK63 (3 Wo.)UK | US171 (6 Wo.)US | Erstveröffentlichung: 1. Oktober 1984                                   |
| 1986 | Animal Boy Sire Records, Beggars Banquet Records        | — | UK38 (2 Wo.)UK | US143 (6 Wo.)US | Erstveröffentlichung: 19. Mai 1986                                      |
| 1987 | Halfway to Sanity Sire Records, Beggars Banquet Records | — | UK78 (1 Wo.)UK | US172 (3 Wo.)US | Erstveröffentlichung: 15. September 1987                                |
| 1989 | Brain Drain Sire Records, Chrysalis Records             | — | UK75 (1 Wo.)UK | US122 (6 Wo.)US | Erstveröffentlichung: 18. Mai 1989                                      |
| 1992 | Mondo Bizarro Sire Records, Chrysalis Records           | — | — | US190 (1 Wo.)US | Erstveröffentlichung: 1. September 1992                                 |
| 1993 | Acid Eaters Radioactive Records, Chrysalis Records      | — | — | US179 (1 Wo.)US | Erstveröffentlichung: 1. Dezember 1993                                  |
| 1995 | Adios Amigos Radioactive Records, Chrysalis Records     | — | UK62 (1 Wo.)UK | US148 (1 Wo.)US | Erstveröffentlichung: 18. Juli 1995                                     |

### Livealben
| Jahr | Titel Musiklabel        | Höchstplatzierung, Gesamtwochen, AuszeichnungChartplatzierungen (Jahr, Titel, Musiklabel, Platzierungen, Wochen, Auszeichnungen, Anmerkungen) | Höchstplatzierung, Gesamtwochen, AuszeichnungChartplatzierungen (Jahr, Titel, Musiklabel, Platzierungen, Wochen, Auszeichnungen, Anmerkungen) | Höchstplatzierung, Gesamtwochen, AuszeichnungChartplatzierungen (Jahr, Titel, Musiklabel, Platzierungen, Wochen, Auszeichnungen, Anmerkungen) | Anmerkungen                         |
| Jahr | Titel Musiklabel        | DE | UK | US | Anmerkungen                         |
| ---- | ----------------------- | --- | --- | --- | ----------------------------------- |
| 1979 | It’s Alive Sire Records | — | UK27 (8 Wo.)UK | — | Erstveröffentlichung: 1. April 1979 |

Weitere Livealben
- 1992: Loco Live (Sire Records)
- 1996: Greatest Hits Live (Radioactive Records)
- 1997: We’re Outta Here (MCA Records; letzter Liveauftritt der Ramones)
- 2001: You Don’t Come Close (Dynamic Italy; Liveauftritt von 1976)
- 2003: NYC 1978 (King Biscuit; Liveauftritt von 1978)
- 2011: Live on Air (Westworld; Liveaufnahmen aus verschiedenen Jahren)

### Kompilationen
| Jahr | Titel Musiklabel                                         | Höchstplatzierung, Gesamtwochen, AuszeichnungChartplatzierungen (Jahr, Titel, Musiklabel, Platzierungen, Wochen, Auszeichnungen, Anmerkungen) | Höchstplatzierung, Gesamtwochen, AuszeichnungChartplatzierungen (Jahr, Titel, Musiklabel, Platzierungen, Wochen, Auszeichnungen, Anmerkungen) | Höchstplatzierung, Gesamtwochen, AuszeichnungChartplatzierungen (Jahr, Titel, Musiklabel, Platzierungen, Wochen, Auszeichnungen, Anmerkungen) | Anmerkungen                           |
| Jahr | Titel Musiklabel                                         | DE | UK | US | Anmerkungen                           |
| ---- | -------------------------------------------------------- | --- | --- | --- | ------------------------------------- |
| 1988 | Ramones Mania Sire Records                               | — | — | US168 Gold · (6 Wo.)US | Erstveröffentlichung: 31. Mai 1988    |
| 1999 | Hey! Ho! Let’s Go: The Anthology Rhino Records           | — | UK74 Gold · (2 Wo.)UK | — | Erstveröffentlichung: Juli 1999       |
| 2006 | Greatest Hits Rhino Records                              | — | UK— GoldUK | — | Erstveröffentlichung: 9. Juni 2006    |
| 2012 | Opus Collection: Rockaway Beach Starbucks, Rhino Records | — | — | US153 (2 Wo.)US | Erstveröffentlichung: 14. August 2007 |

Weitere Kompilationen
- 1990: All the Stuff (And More!) Volume 1 (Sire Records; die ersten beiden Alben plus Bonustracks)
- 1990: All the Stuff (And More!) Volume 2 (Sire Records; drittes und viertes Album plus Bonustracks)
- 2000: Ramones Mania 2 (Phantom Records)
- 2001: Masters of Rock: Ramones (EMI Records)
- 2002: Best of the Chrysalis Years (EMI)
- 2002: Loud, Fast Ramones: Their Toughest Hits (WEA)
- 2002: The Chrysalis Years (EMI)
- 2004: The Best of the Ramones (Rhino Records, Warner Bros)
- 2007: Essential (Chrysalis Records)
- 2008: Ramones (The Family Tree) (Music Brokers/Rockaway Records; Sampler mit Ramones-Liedern und Liedern verschiedener Bandmitglieder)

### Tributealben
Einzelne Bands
- 1987: Ramones von Operation Ivy
- 1992: Ramones von Screeching Weasel
- 1994: Rocket to Russia von The Queers
- 1996: Rocket to Ramonia von The Huntingtons
- 1997: It’s Alive von Parasites
- 1997: Pleasant Dreams von Beatnik Termites
- 1998: Leave Home von The Vindictives
- 1998: Road to Ruin von The Mr. T Experience
- 1998: End of the Century von Boris The Sprinkler
- 1998: Too Tough to Die von Jon Cougar Concentration Camp
- 1999: File Under Ramones von The Huntingtons
- 2000: Too Tough to Die von The McRackins
- 2002: Strength to Endure: A Tribute to Ramones & Motorhead von Riotgun & Bullet Treatment
- 2005: Pan for Punks … A Steelpan Tribute to the Ramones von Tracy Thornton
- 2011: Osaka Ramones von Shonen Knife

Tributesampler
- 1991: Gabba Gabba Hey: A Tribute to the Ramones (Triple X Records)
- 1998: Blitzkrieg over You (Nasty Vinyl)
- 2001: Ramones Maniacs (Trend Is Dead! Records)
- 2002: The Song Ramones the Same (White Jazz Records)
- 2002: Ramones Forever: An International Tribute (Radical Records)
- 2003: We’re a Happy Family: A Tribute to Ramones (Columbia Records, CH: Platz 59 (4 Wochen))[2]
- 2004: Sniffin’ Glue: A Las Vegas Tribute to the Ramones (Afternoon Records)
- 2005: Guitar Tribute to the Ramones (Tribute Sounds Records)
- 2005: The Rockabilly Tribute to Ramones (CMH Records)
- 2006: Brats on the Beat: Ramones for Kids (Go-Kart Records)
- 2007: Rockabye Baby! Lullaby Renditions of the Ramones (Rockabye Baby!)
- 2008: Bossa n’ Ramones (Music Brokers Records)

## Singles
| Jahr | Titel Album                                           | Höchstplatzierung, Gesamtwochen, AuszeichnungChartplatzierungen (Jahr, Titel, Album, Platzierungen, Wochen, Auszeichnungen, Anmerkungen) | Höchstplatzierung, Gesamtwochen, AuszeichnungChartplatzierungen (Jahr, Titel, Album, Platzierungen, Wochen, Auszeichnungen, Anmerkungen) | Höchstplatzierung, Gesamtwochen, AuszeichnungChartplatzierungen (Jahr, Titel, Album, Platzierungen, Wochen, Auszeichnungen, Anmerkungen) | Anmerkungen                                                                                     | [↑]: gemeinsam behandelt mit vorhergehendem Eintrag; [←]: in beiden Charts platziert |
| Jahr | Titel Album                                           | DE | UK | US | Anmerkungen                                                                                     |                                                                                      |
| ---- | ----------------------------------------------------- | --- | --- | --- | ----------------------------------------------------------------------------------------------- | ------------------------------------------------------------------------------------ |
| 1976 | Blitzkrieg Bop Ramones                                | — | UK— SilberUK | US— GoldUS | Erstveröffentlichung: 16. Juli 1976 Platz 92 der Rolling-Stone-500                              |                                                                                      |
| 1977 | Swallow My Pride Leave Home                           | — | UK36 (3 Wo.)UK | — | Erstveröffentlichung: 3. Februar 1977                                                           |                                                                                      |
| 1977 | Sheena Is a Punk Rocker Rocket to Russia              | — | UK22 (7 Wo.)UK | US81 (13 Wo.)US | Erstveröffentlichung: 14. Juni 1977 Rock and Roll Hall of Fame, Platz 457 der Rolling-Stone-500 |                                                                                      |
| 1977 | Rockaway Beach Rocket to Russia                       | — | — | US66 (14 Wo.)US | Erstveröffentlichung: 23. November 1977                                                         |                                                                                      |
| 1978 | Do You Wanna Dance? Rocket to Russia                  | — | — | US86 (5 Wo.)US | Erstveröffentlichung: 24. März 1978                                                             |                                                                                      |
| 1978 | Don’t Come Close Road to Ruin                         | — | UK39 (5 Wo.)UK | — | Erstveröffentlichung: 17. Juni 1978                                                             |                                                                                      |
| 1979 | Rock ’n’ Roll Highschool O.S.T.                       | — | UK67 (2 Wo.)UK | — | Erstveröffentlichung: 1979                                                                      |                                                                                      |
| 1980 | Baby, I Love You End of the Century                   | — | UK8 (9 Wo.)UK | — | Erstveröffentlichung: März 1980                                                                 |                                                                                      |
| 1980 | Do You Remember Rock’n’Roll Radio? End of the Century | — | UK54 (3 Wo.)UK | — | Erstveröffentlichung: April 1980                                                                |                                                                                      |
| 1980 | I Wanna Be Sedated Times Square O.S.T.                | — | — | US— PlatinUS | Erstveröffentlichung: 5. September 1978 Platz 144 der Rolling-Stone-500                         |                                                                                      |
| 1984 | Howling at the Moon (Sha-La-La) Too Tough to Die      | — | UK85 (2 Wo.)UK | — | Erstveröffentlichung: 12. Dezember 1984                                                         |                                                                                      |
| 1985 | Chasing the Night Too Tough to Die                    | —[UK: ↑] | UK85 (2 Wo.)UK | — | Erstveröffentlichung: 1. März 1985                                                              |                                                                                      |
| 1985 | Bonzo Goes to Bitburg Animal Boy                      | — | UK81 (2 Wo.)UK | — | Erstveröffentlichung: 17. Juni 1985                                                             |                                                                                      |
| 1986 | Somebody Put Something in My Drink Animal Boy         | — | UK69 (2 Wo.)UK | — | Erstveröffentlichung: 11. August 1986                                                           |                                                                                      |
| 1986 | Crummy Stuff Animal Boy                               | — | UK98 (1 Wo.)UK | — | Erstveröffentlichung: 28. Juli 1986                                                             |                                                                                      |
| 1987 | Real Cool Time Halfway to Sanity                      | — | UK85 (1 Wo.)UK | — | Erstveröffentlichung: 11. September 1987                                                        |                                                                                      |
| 1992 | Poison Heart Mondo Bizarro                            | — | UK69 (2 Wo.)UK | — | Erstveröffentlichung: 1992                                                                      |                                                                                      |

Weitere Singles
- 1976: I Wanna Be Your Boyfriend (Ramones)
- 1977: I Remember You (Leave Home)
- 1978: Needles and Pins (Road to Ruin)
- 1979: She’s the One (Road to Ruin)
- 1981: We Want the Airwaves (Pleasant Dreams)
- 1981: She’s a Sensation (Pleasant Dreams)
- 1983: Psycho Therapy (Subterranean Jungle)
- 1983: Time Has Come Today (Subterranean Jungle)
- 1987: I Wanna Live (Halfway to Sanity)
- 1989: Pet Sematary (Brain Drain)
- 1989: I Believe in Miracles (Brain Drain)
- 1992: Strength to Endure (Mondo Bizarro)
- 1993: Touring (Mondo Bizarro)
- 1993: Journey to the Center of the Mind (Acid Eaters)
- 1993: Substitute (Acid Eaters)
- 1994: 7 and 7 Is (Acid Eaters)
- 1995: I Don’t Want to Grow Up (Adios Amigos)

## Videoalben und Musikvideos

### Videoalben
- 1997: We’re Outta Here
- 1998: Around the World
- 2003: End of the Century: The Story of the Ramones (Jim Fields, Michael Gramaglia, UK: Gold)
- 2004: Ramones: Raw (John Cafiero, US: Gold)
- 2006: Too Tough to Die: a Tribute to Johnny Ramone (Mandy Stein)
- 2007: It’s Alive 1974–1996
- 2011: Musikladen Live
- 2013: The True Story

### Musikvideos
| Jahr | Titel Album                                                                             |
| ---- | --------------------------------------------------------------------------------------- |
| 1978 | I’m Against It (Promovideo) –                                                           |
| 1978 | Don’t Come Close (Promovideo) –                                                         |
| 1979 | Do You Wanna Dance? Rock ’n’ Roll Highschool                                            |
| 1979 | I Want You Around Rock ‘n’ Roll Highschool                                              |
| 1979 | I Just Wanna Have Something to Do Rock ‘n’ Roll Highschool                              |
| 1979 | Rock N’ Roll High School Rock ‘n’ Roll Highschool                                       |
| 1979 | Rock ‘n’ Roll Highschool –                                                              |
| 1980 | Do You Remember Rock ‘n’ Roll Radio? –                                                  |
| 1981 | We Want the Airwaves –                                                                  |
| 1981 | It’s Not My Place (In the 9 to 5 World) It’s Alive 1974–1996                            |
| 1981 | The KKK Took My Baby Away It’s Alive 1974–1996                                          |
| 1983 | Psycho Therapy –                                                                        |
| 1983 | Time Has Come Today –                                                                   |
| 1984 | Howling at the Moon (Sha-la-la) –                                                       |
| 1986 | Something to Believe In –                                                               |
| 1986 | Somebody Put Something in My Drink (Rough Cut) It’s Alive 1974–1996                     |
| 1987 | I Wanna Live –                                                                          |
| 1988 | I Wanna Be Sedated –                                                                    |
| 1989 | Pet Sematary Original Motion Picture Soundtrack                                         |
| 1989 | Merry Christmas (I Don’t Wanna Fight Tonight) –                                         |
| 1990 | I Believe in Miracles –                                                                 |
| 1991 | Blitzkrieg Bop (Loco Live) –                                                            |
| 1992 | Poison Heart –                                                                          |
| 1992 | Strength to Endure –                                                                    |
| 1992 | Touring (Original Version) Ramones: RAW                                                 |
| 1992 | Touring (Mondo Bizarro World Tour) –                                                    |
| 1992 | Cabbies on Crack –                                                                      |
| 1994 | Substitute –                                                                            |
| 1995 | Spiderman (Animated Version – Ramones in Color) Saturday Morning Cartoons Greatest Hits |
| 1996 | I Don’t Wanna Grow Up –                                                                 |

## Boxsets
- 2002: The Chrysalis Years Anthology (3-fach-CD)
- 2005: Weird Tales of the Ramones (76–96) (3-fach-CD + DVD)
- 2013: The Sire Years 1976–1981 (6-fach-CD)
- 2017: Singles Box (10-fach Vinyl 7″)
- 2017: The Broadcast Archives (3-fach-CD)

## Statistik

### Chartauswertung
|                     | DE    | UK     | US     |
| ------------------- | ----- | ------ | ------ |
| Nummer-eins-Alben   | DE—DE | UK—UK  | US—US  |
| Top-10-Alben        | DE—DE | UK—UK  | US—US  |
| Alben in den Charts | DE1DE | UK11UK | US16US |

|                       | DE    | UK     | US    |
| --------------------- | ----- | ------ | ----- |
| Nummer-eins-Singles   | DE—DE | UK—UK  | US—US |
| Top-10-Singles        | DE—DE | UK1UK  | US—US |
| Singles in den Charts | DE—DE | UK12UK | US3US |

### Auszeichnungen für Musikverkäufe
| Goldene Schallplatte - Argentinien - 1992: für das Album Mondo Bizarro - 1993: für das Album Acid Eaters - 1993: für das Album End of the Century - 1993: für das Album It’s Alive - 1993: für das Album Ramones Mania - 1993: für das Album Sueños Agradables - Australien - 2006: für das Album Hey! Ho! Let’s Go: The Anthology - 2007: für das Videoalbum Raw - 2008: für das Videoalbum End of the Century: The Story of the Ramones - 2009: für das Videoalbum It’s Alive 1974–1996 - Brasilien - 2001: für das Album Mondo Bizarro - Italien - 2024: für die Single Blitzkrieg Bop - Neuseeland - 2024: für die Single I Wanna Be Sedated - Spanien - 2003: für das Album It’s Alive - 2005: für das Album Hey! Ho! Let’s Go: The Anthology - 2008: für das Videoalbum Raw - 2024: für die Single Blitzkrieg Bop | Platin-Schallplatte - Argentinien - 2001: für das Album Hey! Ho! Let’s Go: The Anthology |

Anmerkung: Auszeichnungen in Ländern aus den Charttabellen bzw. Chartboxen sind in ebendiesen zu finden.
| Land/RegionAuszeichnungen für Musikverkäufe (Land/Region, Auszeichnungen, Verkäufe, Quellen) | Silber     | Gold       | Platin     | Verkäufe  | Quellen                                                        |
| -------------------------------------------------------------------------------------------- | ---------- | ---------- | ---------- | --------- | -------------------------------------------------------------- |
| Argentinien (CAPIF)                                                                          | —          | 6× Gold6   | Platin1    | 220.000   | capif.org.ar (Memento vom 20. August 2011 im Internet Archive) |
| Australien (ARIA)                                                                            | —          | 4× Gold4   | —          | 57.500    | aria.com.au                                                    |
| Brasilien (PMB)                                                                              | —          | Gold1      | —          | 100.000   | pro-musicabr.org.br                                            |
| Italien (FIMI)                                                                               | —          | Gold1      | —          | 50.000    | fimi.it                                                        |
| Neuseeland (RMNZ)                                                                            | —          | Gold1      | —          | 15.000    | radioscope.co.nz                                               |
| Spanien (Promusicae)                                                                         | —          | 4× Gold4   | —          | 140.000   | elportaldemusica.es                                            |
| Vereinigte Staaten (RIAA)                                                                    | —          | 4× Gold4   | Platin1    | 2.550.000 | riaa.com                                                       |
| Vereinigtes Königreich (BPI)                                                                 | 2× Silber2 | 3× Gold3   | —          | 485.000   | bpi.co.uk                                                      |
| Insgesamt                                                                                    | 2× Silber2 | 24× Gold24 | 2× Platin2 |           |                                                                |